# Lista de episódios de Suits
Suits é uma série de drama de televisão americana criada por Aaron Korsh, que estreou em 23 de junho de 2011 na USA Network. Ela gira em torno de Mike Ross (Patrick J. Adams), que começa a trabalhar como associado da lei para Harvey Specter (Gabriel Macht), apesar de nunca ter frequentado a faculdade de direito.  O show se concentra em Harvey e Mike conseguindo fechar casos, mantendo o segredo de Mike.
A série foi renovada para uma oitava temporada em 30 de janeiro de 2018e estreou dia 18 de julho de 2018. A oitava temporada contou com mudanças no elenco: a saída de Patrick J. Adams, Gina Torres e Meghan Markle; Dulé Hill e Amanda Schull deixaram seus papéis de recorrentes entraram para o elenco principal; e Katherine Heigl entra na série. Em janeiro de 2019, a série foi renovada para a nona e última temporada que estreou em 17 de julho de 2019.
A série chegou ao fim no dia 25 de setembro de 2019, com 134 episódios exibidos.

## Resumo
| Temporada | Temporada | Episódios | Episódios | Originalmente exibido | Originalmente exibido   |
| Temporada | Temporada | Episódios | Episódios | Estreia da temporada  | Final da temporada      |
| --------- | --------- | --------- | --------- | --------------------- | ----------------------- |
|           | 1         | 12        | 12        | 23 de junho de 2011   | 8 de setembro de 2011   |
|           | 2         | 16        | 16        | 14 de junho de 2012   | 21 de fevereiro de 2013 |
|           | 3         | 16        | 16        | 16 de julho de 2013   | 10 de abril de 2014     |
|           | 4         | 16        | 16        | 11 de junho de 2014   | 4 de março de 2015      |
|           | 5         | 16        | 16        | 24 de junho de 2015   | 2 de março de 2016      |
|           | 6         | 16        | 16        | 13 de julho de 2016   | 1 de março de 2017      |
|           | 7         | 16        | 16        | 12 de julho de 2017   | 25 de abril de 2018     |
|           | 8         | 16        | 16        | 18 de julho de 2018   | 27 de fevereiro de 2019 |
|           | 9         | 10        | 10        | 17 de julho de 2019   | 25 de setembro de 2019  |

## Episódios

### Primeira Temporada (2011)
| N.º na série | N.º na temp. | Título                                          | Dirigido por       | Escrito por    | Exibição original     | Audiência (milhões) |
| ------------ | ------------ | ----------------------------------------------- | ------------------ | -------------- | --------------------- | ------------------- |
| 1            | 1            | "Pilot" "Piloto" (BR)                           | Kevin Bray         | Aaron Korsh    | 23 de junho de 2011   | 4.64                |
| 2            | 2            | "Errors and Omissions" "Erros e omissões" (BR)  | John Scott         | Sean Jablonski | 30 de junho de 2011   | 3.89                |
| 3            | 3            | "Inside Track" "Vantagens" (BR)                 | Kevin Bray         | Aaron Korsh    | 7 de julho de 2011    | 4.53                |
| 4            | 4            | "Dirty Little Secrets" "Segredinhos sujos" (BR) | Dennie Gordon      | Jon Cowan      | 14 de julho de 2011   | 4.38                |
| 5            | 5            | "Bail Out" "Fiança" (BR)                        | Kate Woods         | Ethan Drogin   | 21 de julho de 2011   | 4.38                |
| 6            | 6            | "Tricks of the Trade" "Ossos do ofício" (BR)    | Terry McDonough    | Rick Muirragui | 28 de julho de 2011   | 4.44                |
| 7            | 7            | "Play the Man" "Conheça o adversário" (BR)      | Tim Matheson       | Erica Lipez    | 4 de agosto de 2011   | 4.03                |
| 8            | 8            | "Identity Crisis" "Crise de identidade" (BR)    | Norberto Barba     | Ethan Drogin   | 11 de agosto de 2011  | 3.96                |
| 9            | 9            | "Undefeated" "Invicto" (BR)                     | Felix Alcala       | Rick Muirragui | 18 de agosto de 2011  | 4.45                |
| 10           | 10           | "Shelf Life" "Vida de fachada" (BR)             | Jennifer Getzinger | Sean Jablonski | 25 de agosto de 2011  | 3.82                |
| 11           | 11           | "Rules of the Game" "A regra do jogo" (BR)      | Mike Smith         | Jon Cowan      | 1 de setembro de 2011 | 3.96                |
| 12           | 12           | "Dog Fight" "Briga de cachorro grande" (BR)     | Kevin Bray         | Aaron Korsh    | 8 de setembro de 2011 | 3.47                |

### Segunda Temporada (2012-2013)
| N.º na série | N.º na temp. | Título                                          | Dirigido por        | Escrito por        | Exibição original       | Audiência (milhões) |
| ------------ | ------------ | ----------------------------------------------- | ------------------- | ------------------ | ----------------------- | ------------------- |
| 13           | 1            | "She Knows" "Ela sabe" (BR)                     | Michael Smith       | Aaron Korsh        | 14 de junho de 2012     | 3.47                |
| 14           | 2            | "The Choice" "Escolha um lado" (BR)             | Kevin Bray          | Jon Cowan          | 21 de junho de 2012     | 3.80                |
| 15           | 3            | "Meet the New Boss" "Conheça a nova chefe" (BR) | Michael Smith       | Erica Lipez        | 28 de junho de 2012     | 3.88                |
| 16           | 4            | "Discovery" "Descoberta" (BR)                   | Kevin Bray          | Daniel Arkin       | 12 de julho de 2012     | 3.70                |
| 17           | 5            | "Break Point" "Ponto de ruptura" (BR)           | Christopher Misiano | Ethan Drogin       | 19 de julho de 2012     | 3.72                |
| 18           | 6            | "All In" "Aposto tudo" (BR)                     | John Scott          | Karla Nappi        | 26 de julho de 2012     | 3.89                |
| 19           | 7            | "Sucker Punch" "Golpe baixo" (BR)               | Adam Davidson       | Genevieve Sparling | 2 de agosto de 2012     | 3.41                |
| 20           | 8            | "Rewind" "Rebobinar" (BR)                       | Félix Alcalá        | Rick Muirragui     | 9 de agosto de 2012     | 3.42                |
| 21           | 9            | "Asterisk" "Asteriscos" (BR)                    | Jennifer Getzinger  | Justin Peacock     | 16 de agosto de 2012    | 4.00                |
| 22           | 10           | "High Noon" "Matar ou morrer" (BR)              | Kevin Bray          | Erica Lipez        | 23 de agosto de 2012    | 4.48                |
| 23           | 11           | "Blind-Sided" "Ponto cego" (BR)                 | David Platt         | Ethan Drogin       | 17 de janeiro de 2013   | 3.57                |
| 24           | 12           | "Blood in the Water" "Lei da selva" (BR)        | Roger Kumble        | Genevieve Sparling | 24 de janeiro de 2013   | 3.75                |
| 25           | 13           | "Zane vs. Zane" "Zane contra Zane" (BR)         | Nicole Kassell      | Rick Muirragui     | 31 de janeiro de 2013   | 3.36                |
| 26           | 14           | "He's Back" "Ele voltou" (BR)                   | Kevin Bray          | Daniel Arkin       | 7 de fevereiro de 2013  | 3.07                |
| 27           | 15           | "Normandy" "Normandia" (BR)                     | Terry McDonough     | Jon Cowan          | 14 de fevereiro de 2013 | 2.90                |
| 28           | 16           | "War" "Guerra" (BR)                             | John Scott          | Aaron Korsh        | 21 de fevereiro de 2013 | 3.20                |

### Terceira Temporada (2013-2014)
| N.º na série | N.º na temp. | Título                                                 | Dirigido por        | Escrito por                | Exibição original      | Audiência (milhões) |
| ------------ | ------------ | ------------------------------------------------------ | ------------------- | -------------------------- | ---------------------- | ------------------- |
| 29           | 1            | "The Arrangement" "O acordo" (BR)                      | Christopher Misiano | Aaron Korsh                | 16 de julho de 2013    | 2.93                |
| 30           | 2            | "I Want You to Want Me" "É pegar ou largar" (BR)       | Roger Kumble        | Jon Cowan                  | 23 de julho de 2013    | 2.88                |
| 31           | 3            | "Unfinished Business" "Assuntos pendentes" (BR)        | Anton Cropper       | Ethan Drogin               | 30 de julho de 2013    | 2.47                |
| 32           | 4            | "Conflict of Interest" "Conflito ddme interesses" (BR) | Michael Smith       | Daniel Arkin               | 6 de agosto de 2013    | 2.99                |
| 33           | 5            | "Shadow of a Doubt" "Sombra de dúvidas" (BR)           | Félix Alcalá        | Genevieve Sparling         | 13 de agosto de 2013   | 2.79                |
| 34           | 6            | "The Other Time" "A outra vez" (BR)                    | John Scott          | Rick Muirragui             | 20 de agosto de 2013   | 2.76                |
| 35           | 7            | "She's Mine" "A gata é minha" (BR)                     | Anton Cropper       | Paul Redford               | 27 de agosto de 2013   | 2.79                |
| 36           | 8            | "Endgame" "Jogo final" (BR)                            | Michael Smith       | Justin Peacock             | 3 de setembro de 2013  | 3.52                |
| 37           | 9            | "Bad Faith" "Má fé" (BR)                               | Christopher Misiano | Ethan Drogin               | 10 de setembro de 2013 | 2.95                |
| 38           | 10           | "Stay" "Fica" (BR)                                     | Kevin Bray          | Rick Muirragui             | 17 de setembro de 2013 | 3.16                |
| 39           | 11           | "Buried Secrets" "Segredos enterrados" (BR)            | Cherie Nowlan       | Erica Lipez                | 6 de março de 2014     | 2.27                |
| 40           | 12           | "Yesterday's Gone" "Águas passadas" (BR)               | Anton Cropper       | Genevieve Sparling         | 13 de março de 2014    | 2.27                |
| 41           | 13           | "Moot Point" "Há controvérsias" (BR)                   | Kevin Bray          | Daniel Arkin               | 20 de março de 2014    | 2.35                |
| 42           | 14           | "Heartburn" "Coração delicado" (BR)                    | James Whitmore, Jr. | Aaron Korsh & Erica Lipez  | 27 de março de 2014    | 2.53                |
| 43           | 15           | "Know When to Fold 'Em" "Saber quando desistir" (BR)   | Anton Cropper       | Jon Cowan                  | 3 de abril de 2014     | 2.50                |
| 44           | 16           | "No Way Out" "Sem saída" (BR)                          | Michael Smith       | Aaron Korsh & Daniel Arkin | 10 de abril de 2014    | 2.40                |

### Quarta Temporada (2014-2015)
| N.º na série | N.º na temp. | Título                                                    | Dirigido por        | Escrito por                                     | Exibição original       | Audiência (milhões) |
| ------------ | ------------ | --------------------------------------------------------- | ------------------- | ----------------------------------------------- | ----------------------- | ------------------- |
| 45           | 1            | "One-Two-Three Go.." "Um, dois, três e já" (BR)           | Anton Cropper       | Aaron Korsh                                     | 11 de junho de 2014     | 2,50                |
| 46           | 2            | "Breakfast, Lunch and Dinner" "Café, almoço e janta" (BR) | Roger Kumble        | Genevieve Sparling                              | 18 de junho de 2014     | 2,65                |
| 47           | 3            | "Two in the Knees" "Dois nos joelhos" (BR)                | Anton Cropper       | Chris Downey                                    | 25 de junho de 2014     | 2,76                |
| 48           | 4            | "Leveraged" "Alavanca" (BR)                               | Kevin Bray          | Nora Zuckerman & Lilla Zuckerman                | 9 de julho de 2014      | 2,42                |
| 49           | 5            | "Pound of Flesh" "O peso justo de uma libra" (BR)         | Christopher Misiano | Daniel Arkin                                    | 16 de julho de 2014     | 2,33                |
| 50           | 6            | "Litt the Hell Up" "Litteralmente queimado" (BR)          | John Scott          | Rick Muirragui                                  | 23 de julho de 2014     | 2,76                |
| 51           | 7            | "We're Done" "Terminamos" (BR)                            | Cherie Nowlan       | Aaron Korsh & Daniel Arkin & Genevieve Sparling | 30 de julho de 2014     | 2,81                |
| 52           | 8            | "Exposure" "Exposição" (BR)                               | John Scott          | Justin Peacock                                  | 6 de agosto de 2014     | 2,59                |
| 53           | 9            | "Gone" "Já era" (BR)                                      | James Whitmore, Jr. | Kyle Long                                       | 13 de agosto de 2014    | 2,59                |
| 54           | 10           | "This Is Rome" "Gladiadores em Roma" (BR)                 | Roger Kumble        | Chris Downey                                    | 20 de agosto de 2014    | 2,76                |
| 55           | 11           | "Enough is Enough" "Já basta" (BR)                        | Gabriel Macht       | Nora Zuckerman & Lilla Zuckerman                | 28 de janeiro de 2015   | 1,87                |
| 56           | 12           | "Respect" "Respeito" (BR)                                 | Anton Cropper       | Genevieve Sparling                              | 4 de fevereiro de 2015  | 1,67                |
| 57           | 13           | "Fork in the Road" "Encruzilhada" (BR)                    | Michael Smith       | Rick Muirragui                                  | 11 de fevereiro de 2015 | 1,46                |
| 58           | 14           | "Derailed" "Descarrilado" (BR)                            | Patrick J. Adams    | Justin Peacock & Kyle Long                      | 18 de fevereiro de 2015 | 1,70                |
| 59           | 15           | "Intent" "Intenções" (BR)                                 | Silver Tree         | Daniel Arkin                                    | 25 de fevereiro de 2015 | 1,80                |
| 60           | 16           | "Not Just a Pretty Face" "Só um rostinho bonito" (BR)     | Anton Cropper       | Aaron Korsh                                     | 4 de março de 2015      | 1,55                |

### Quinta Temporada (2015-2016)
| N.º na série | N.º na temp. | Título                                             | Dirigido por     | Escrito por                             | Exibição original       | Audiência (milhões) |
| ------------ | ------------ | -------------------------------------------------- | ---------------- | --------------------------------------- | ----------------------- | ------------------- |
| 61           | 1            | "Denial" "Recusa" (BR)                             | Anton Cropper    | Aaron Korsh                             | 24 de junho de 2015     | 2.13                |
| 62           | 2            | "Compensation" "Compensação" (BR)                  | Michael Smith    | Rick Muirragui                          | 1 de julho de 2015      | 2.27                |
| 63           | 3            | "No Refills" "Sem reposição" (BR)                  | Anton Cropper    | Chris Downey                            | 8 de julho de 2015      | 2.16                |
| 64           | 4            | "No Puedo Hacerlo" "Não posso fazer nada" (BR)     | Silver Tree      | Genevieve Sparling                      | 15 de julho de 2015     | 2.38                |
| 65           | 5            | "Toe to Toe" "De igual para igual" (BR)            | Kevin Bray       | Nora Zuckerman & Lilla Zuckerman        | 22 de julho de 2015     | 2.09                |
| 66           | 6            | "Privilege" "Privilégio" (BR)                      | Michael Smith    | Kyle Long                               | 29 de julho de 2015     | 2.16                |
| 67           | 7            | "Hitting Home" "Acertando no lugar certo" (BR)     | Roger Kumble     | Sharyn Rothstein                        | 5 de agosto de 2015     | 2.08                |
| 68           | 8            | "Mea Culpa" "Mea Culpa" (BR)                       | Kate Dennis      | Daniel Arkin                            | 12 de agosto de 2015    | 2.31                |
| 69           | 9            | "Uninvited Guests" "Sem convite" (BR)              | Silver Tree      | Chris Downey                            | 19 de agosto de 2015    | 2.30                |
| 70           | 10           | "Faith" "Fé" (BR)                                  | Anton Cropper    | Genevieve Sparling                      | 26 de agosto de 2015    | 2.34                |
| 71           | 11           | "Blowback" "Tiro pela culatra" (BR)                | Cherie Nowlan    | Nora Zuckerman & Lilla Zuckerman        | 27 de janeiro de 2016   | 1.74                |
| 72           | 12           | "Live to Fight…" "Viver para lutar" (BR)           | Rob Seidenglanz  | Sharyn Rothstein                        | 3 de fevereiro de 2016  | 1.51                |
| 73           | 13           | "God's Green Earth" "Nesse mundo de meu Deus" (BR) | Anton Cropper    | Genevieve Sparling & Sandra Silverstein | 10 de fevereiro de 2016 | 1.71                |
| 74           | 14           | "Self Defense" "Autodefesa" (BR)                   | Patrick J. Adams | Kyle Long                               | 17 de fevereiro de 2016 | 1.58                |
| 75           | 15           | "Tick Tock" "Tique-taque" (BR)                     | Roger Kumble     | Daniel Arkin                            | 24 de fevereiro de 2016 | 1.73                |
| 76           | 16           | "25th Hour" "Aos 45 do segundo tempo" (BR)         | Anton Cropper    | Aaron Korsh                             | 2 de março de 2016      | 1.71                |

### Sexta Temporada (2016-2017)
| N.º na série | N.º na temp. | Título                                                 | Dirigido por        | Escrito por                           | Exibição original       | Audiência (milhões) |
| ------------ | ------------ | ------------------------------------------------------ | ------------------- | ------------------------------------- | ----------------------- | ------------------- |
| 77           | 1            | "To Trouble" "Às encrencas" (BR)                       | Silver Tree         | Aaron Korsh                           | 13 de julho de 2016     | 1.85                |
| 78           | 2            | "Accounts Payable" "Contas a pagar" (BR)               | Michael Smith       | Ethan Drogin                          | 20 de julho de 2016     | 1.65                |
| 79           | 3            | "Back on the Map" "De volta ao mapa" (BR)              | Cherie Nowlan       | Rick Muirragui                        | 27 de julho de 2016     | 1.78                |
| 80           | 4            | "Turn" "O trato" (BR)                                  | Christopher Misiano | Daniel Arkin                          | 3 de agosto de 2016     | 1.81                |
| 81           | 5            | "Trust" "Confiança" (BR)                               | Kate Dennis         | Kyle Long                             | 10 de agosto de 2016    | 1.51                |
| 82           | 6            | "Spain" "Espanha" (BR)                                 | Silver Tree         | Genevieve Sparling                    | 17 de agosto de 2016    | 1.68                |
| 83           | 7            | "Shake the Trees" "Balançar as árvores" (BR)           | Anton Cropper       | Rick Muirragui & Sandra Silverstein   | 24 de agosto de 2016    | 1.83                |
| 84           | 8            | "Borrowed Time" "Sem tempo" (BR)                       | Gabriel Macht       | Sharyn Rothstein                      | 31 de agosto de 2016    | 1.88                |
| 85           | 9            | "The Hand That Feeds You" "No prato em que comeu" (BR) | Roger Kumble        | Daniel Arkin                          | 7 de setembro de 2016   | 1.87                |
| 86           | 10           | "P.S.L." "P.S.L." (BR)                                 | Kevin Bray          | Aaron Korsh & Genevieve Sparling      | 14 de setembro de 2016  | 1.92                |
| 87           | 11           | "She's Gone" "Ela se foi" (BR)                         | Patrick J. Adams    | Aaron Korsh & Rick Muirragui          | 25 de janeiro de 2017   | 1.37                |
| 88           | 12           | "The Painting" "O quadro" (BR)                         | Gregor Jordan       | Sharyn Rothstein & Sandra Silverstein | 1 de fevereiro de 2017  | 1.53                |
| 89           | 13           | "Teeth, Nose, Teeth" "Dentes, nariz, dentes" (BR)      | Silver Tree         | Kyle Long                             | 8 de fevereiro de 2017  | 1.28                |
| 90           | 14           | "Admission of Guilt" "Admissão dd culpa" (BR)          | Michael Smith       | Ethan Drogin                          | 15 de fevereiro de 2017 | 1.21                |
| 91           | 15           | "Quid Pro Quo" "Quid pro quo" (BR)                     | Maurice Marable     | Aaron Korsh & Daniel Arkin            | 22 de fevereiro de 2017 | 1.25                |
| 92           | 16           | "Character and Fitness" "Comitê" (BR)                  | Roger Kumble        | Genevieve Sparling                    | 1 de março de 2017      | 1.13                |

### Sétima Temporada (2017-2018)
| N.º na série | N.º na temp. | Título                                             | Dirigido por        | Escrito por                     | Exibição original      | Audiência (milhões) |
| ------------ | ------------ | -------------------------------------------------- | ------------------- | ------------------------------- | ---------------------- | ------------------- |
| 93           | 1            | "Skin in the Game" "É preciso arriscar" (BR)       | Silver Tree         | Aaron Korsh                     | 12 de julho de 2017    | 1.40                |
| 94           | 2            | "The Statue" "A estátua" (BR)                      | Michael Smith       | Genevieve Sparling              | 19 de julho de 2017    | 1.36                |
| 95           | 3            | "Mudmare" "Na lama" (BR)                           | Maurice Marable     | Sharyn Rothstein                | 26 de julho de 2017    | 1.41                |
| 96           | 4            | "Divide and Conquer" "Dividir e dominar" (BR)      | Anton Cropper       | Daniel Arkin                    | 2 de agosto de 2017    | 1.41                |
| 97           | 5            | "Brooklyn Housing" "Trabalho voluntário" (BR)      | Roger Kumble        | Marshall Knight & Rob LaMorgese | 9 de agosto de 2017    | 1.29                |
| 98           | 6            | "Home to Roost" "De volta ao ninho" (BR)           | Valerie Weiss       | Sandra Silverstein              | 16 de agosto de 2017   | 1.47                |
| 99           | 7            | "Full Disclosure" "Cartas na mesa" (BR)            | Cherie Nowlan       | Ethan Drogin                    | 23 de agosto de 2017   | 1.35                |
| 100          | 8            | "100" "100" (BR)                                   | Patrick J. Adams    | Rick Muirragui                  | 30 de agosto de 2017   | 1.51                |
| 101          | 9            | "Shame" "Que vergonha" (BR)                        | Silver Tree         | Sharyn Rothstein                | 6 de setembro de 2017  | 1.64                |
| 102          | 10           | "Donna" "Donna" (BR)                               | Michael Smith       | Genevieve Sparling              | 13 de setembro de 2017 | 1.68                |
| 103          | 11           | "Hard Truths" "Verdades difíceis" (BR)             | Christopher Misiano | Ethan Drogin                    | 28 de março de 2018    | 1.18                |
| 104          | 12           | "Bad Man" "Homem mau" (BR)                         | Roger Kumble        | Rick Muirragui                  | 4 de abril de 2018     | 1.06                |
| 105          | 13           | "Inevitable" "Inevitável" (BR)                     | Christopher Misiano | Genevieve Sparling              | 11 de abril de 2018    | 0.95                |
| 106          | 14           | "Pulling the Goalie" "Chega de contraceptivo" (BR) | Emile Levisetti     | Aaron Korsh & Sharyn Rothstein  | 18 de abril de 2018    | 0.99                |
| 107          | 15           | "Tiny Violin" "Choramingando" (BR)                 | Christopher Misiano | Aaron Korsh & Daniel Arkin      | 25 de abril de 2018    | 1.09                |
| 108          | 16           | "Good-Bye" "Adeus" (BR)                            | Anton L. Cropper    | Aaron Korsh & Daniel Arkin      | 25 de abril de 2018    | 1.07                |

### Oitava Temporada (2018-2019)
| N.º na série | N.º na temp. | Título                                                            | Dirigido por        | Escrito por                                     | Exibição original       | Audiência (milhões) |
| ------------ | ------------ | ----------------------------------------------------------------- | ------------------- | ----------------------------------------------- | ----------------------- | ------------------- |
| 109          | 1            | "Right-Hand Man" "O braço direito" (BR)                           | Christopher Misiano | Aaron Korsh                                     | 18 de julho de 2018     | 1.27                |
| 110          | 2            | "Pecking Order" "Hierarquia" (BR)                                 | Michael Smith       | Genevieve Sparling                              | 25 de julho de 2018     | 1.18                |
| 111          | 3            | "Promises, Promises" "Promessas e mais promessas" (BR)            | Roger Kumble        | Rob LaMorgese & Marshall Knight                 | 1 de agosto de 2018     | 1.16                |
| 112          | 4            | "Revenue Per Square Foot" "Receita por metro quadrado" (BR)       | Michael Smith       | Ethan Drogin                                    | 8 de agosto de 2018     | 1.09                |
| 113          | 5            | "Good Mudding" "Boa lama" (BR)                                    | Valerie Weiss       | Sharyn Rothstein                                | 15 de agosto de 2018    | 1.15                |
| 114          | 6            | "Cats, Ballet, Harvey Specter" "Gatos, balé, Harvey Specter" (BR) | Emile Levisetti     | Garrett Schabb                                  | 22 de agosto de 2018    | 1.22                |
| 115          | 7            | "Sour Grapes" "Vinho azedo" (BR)                                  | Gabriel Macht       | Ian Deitchman & Kristin Robinson                | 29 de agosto de 2018    | 1.13                |
| 116          | 8            | "Coral Gables" "Coral Gables" (BR)                                | Christopher Misiano | Marshall Knight & Rob LaMorgese                 | 5 de setembro de 2018   | 1.30                |
| 117          | 9            | "Motion to Delay" "Moção de adiamento" (BR)                       | Christopher Misiano | Aaron Korsh & Genevieve Sparling                | 12 de setembro de 2018  | 1.07                |
| 118          | 10           | "Managing Partner" "Sócio-gerente" (BR)                           | Silver Tree         | Aaron Korsh & Ethan Drogin                      | 19 de setembro de 2018  | 1.08                |
| 119          | 11           | "Rocky 8" "Rocky 8" (BR)                                          | Roger Kumble        | Michael L. Kramer                               | 23 de janeiro de 2019   | 0.82                |
| 120          | 12           | "Whale Hunt" "Caça às baleias" (BR)                               | Valerie Weiss       | Ian Deitchman & Kristin Robinson                | 30 de janeiro de 2019   | 0.91                |
| 121          | 13           | "The Greater Good" "O bem maior" (BR)                             | Darren Grant        | Garrett Schabb                                  | 6 de fevereiro de 2019  | 0.77                |
| 122          | 14           | "Peas in a Pod" "Iguais" (BR)                                     | Christopher Misiano | Sharyn Rothstein & Jordan Pomaville             | 13 de fevereiro de 2019 | 0.78                |
| 123          | 15           | "Stalking Horse" "Laranja" (BR)                                   | Chloe Domont        | Ethan Drogin & Genevieve Sparling               | 20 de fevereiro de 2019 | 0.69                |
| 124          | 16           | "Harvey" "Harvey" (BR)                                            | Christopher Misiano | Aaron Korsh & Genevieve Sparling & Ethan Drogin | 27 de fevereiro de 2019 | 0.74                |

### Nona Temporada (2019)
| N.º na série | N.º na temp. | Título                                            | Dirigido por          | Escrito por                       | Exibição original      | Audiência (milhões) |
| ------------ | ------------ | ------------------------------------------------- | --------------------- | --------------------------------- | ---------------------- | ------------------- |
| 125          | 1            | "Everything's Changed" "Tudo Mudou" (BR)          | Christopher Misiano   | Aaron Korsh                       | 17 de julho de 2019    | 1.04                |
| 126          | 2            | "Special Master" "Vigilância cerrada" (BR)        | Michael Smith         | Genevieve Sparling                | 24 de julho de 2019    | 1.04                |
| 127          | 3            | "Windmills" "Moinhos de vento" (BR)               | Gabriel Macht         | Marshall Knight & Rob LaMorgese   | 31 de julho de 2019    | 0.94                |
| 128          | 4            | "Cairo" "Cairo" (BR)                              | Anton Cropper         | Sharyn Rothstein                  | 7 de agosto de 2019    | 1.00                |
| 129          | 5            | "If the Shoe Fits" "Se o sapato couber" (BR)      | Christopher Misiano   | Jeffrey M. Lee & Jordan Pomaville | 14 de agosto de 2019   | 0.96                |
| 130          | 6            | "Whatever It Takes" "Custe o que custar" (BR)     | Michael Smith         | Ethan Drogin                      | 21 de agosto de 2019   | 1.05                |
| 131          | 7            | "Scenic Route" "Estrada cênica" (BR)              | Emile Levisetti       | Garrett Schabb                    | 4 de setembro de 2019  | 1.07                |
| 132          | 8            | "Prisoner's Dilemma" "Dilema de prisioneiro" (BR) | Julian Holmes         | Ethan Drogin                      | 11 de setembro de 2019 | 0.97                |
| 133          | 9            | "Thunder Away" "Arrasando" (BR)                   | Robert Duncan McNeill | Genevieve Sparling                | 18 de setembro de 2019 | 0.96                |
| 134          | 10           | "One Last Con" "Última trapaça" (BR)              | Aaron Korsh           | Aaron Korsh                       | 25 de setembro de 2019 | 0.86                |

## Audiência
| Temporada | Temporada | Ep. 1 | Ep. 2 | Ep. 3 | Ep. 4 | Ep. 5 | Ep. 6 | Ep. 7 | Ep. 8 | Ep. 9 | Ep. 10 | Ep. 11 | Ep. 12 | Ep. 13 | Ep. 14 | Ep. 15 | Ep. 16 |
| --------- | --------- | ----- | ----- | ----- | ----- | ----- | ----- | ----- | ----- | ----- | ------ | ------ | ------ | ------ | ------ | ------ | ------ |
|           | 1         | 4.64  | 3.89  | 4.53  | 4.38  | 4.38  | 4.44  | 4.03  | 3.96  | 4.45  | 3.82   | 3.96   | 3.47   | N/A    | N/A    | N/A    | N/A    |
|           | 2         | 3.47  | 3.80  | 3.88  | 3.70  | 3.72  | 3.89  | 3.41  | 3.42  | 4.00  | 4.48   | 3.57   | 3.75   | 3.36   | 3.07   | 2.90   | 3.20   |
|           | 3         | 2.93  | 2.89  | 2.48  | 2.99  | 2.79  | 2.76  | 2.79  | 3.52  | 2.95  | 3.16   | 2.28   | 2.28   | 2.35   | 2.53   | 2.50   | 2.40   |
|           | 4         | 2.50  | 2.65  | 2.76  | 2.42  | 2.33  | 2.70  | 2.81  | 2.59  | 2.59  | 2.76   | 1.87   | 1.67   | 1.46   | 1.70   | 1.80   | 1.55   |
|           | 5         | 2.13  | 2.27  | 2.16  | 2.38  | 2.10  | 2.16  | 2.08  | 2.31  | 2.30  | 2.34   | 1.74   | 1.51   | 1.71   | 1.58   | 1.73   | 1.71   |
|           | 6         | 1.85  | 1.65  | 1.78  | 1.81  | 1.51  | 1.68  | 1.83  | 1.88  | 1.87  | 1.92   | 1.37   | 1.53   | 1.28   | 1.21   | 1.25   | 1.13   |
|           | 7         | 1.40  | 1.36  | 1.41  | 1.41  | 1.29  | 1.47  | 1.35  | 1.51  | 1.64  | 1.68   | 1.18   | 1.06   | 0.95   | 0.99   | 1.09   | 1.07   |
|           | 8         | 1.27  | 1.18  | 1.16  | 1.09  | 1.15  | 1.22  | 1.13  | 1.30  | 1.07  | 1.08   | 0.82   | 0.91   | 0.77   | 0.78   | 0.69   | 0.74   |
|           | 9         | 1.04  | 1.04  | 0.94  | 1.00  | 0.96  | 1.05  | 1.07  | 0.97  | 0.96  | 0.86   | N/A    | N/A    | N/A    | N/A    | N/A    | N/A    |